# Nijensleek
Nijensleek (Drents: Neiensleek) is een streekdorp in de gemeente Westerveld, in de Nederlandse provincie Drenthe. Het dorp is een kilometer of vier lang en langs de Hoofdweg, de provinciale weg van Vledder naar Steenwijk, staan de boerderijen aan beide kanten van de weg. In het dorp wonen een paar honderd inwoners.
Het dorp strekt zich uit van Frederiksoord tot Eesveen in de provincie Overijssel. Ten noorden van de hoofdkern kent het een uitgebreid buitengebied tot aan de provincie Friesland, met bewoning aan de Dwarsweg die vanuit Wilhelminaoord loopt.
In 1402 werd in een akte gesproken over de Nyensleker bure, latere vermeldingen zijn Nyensleich, Niensleeck en Neyenslyk. het achtervoegsel leek zou verwijzen naar een natuurlijke waterloop en niet naar "stil, vlak water", zoals ook wel is verondersteld.
Nijensleek ligt tegen het stroomdal van de Vledder Aa. Aan de noordwestzijde neemt de hoogte langzamerhand toe. Daar ligt een uitloper van de Woldberg, een stuwwal even ten noordoosten van Steenwijk. De heerlijkheid 'de Eese' met haar boswachterijen ligt op die uitloper van de Woldberg.
Nijensleek maakte tot 1998 deel uit van de voormalige gemeente Vledder. Het dorp heeft geen echte winkels meer voor levensmiddelen. De laatste kruidenier verdween in de jaren negentig. Wel is er een christelijke basisschool C.B.S De bron en een bedrijventerrein Moersbergenerven met enkele detailhandelbedrijven.

## Tweede Wereldoorlog
Op 15 augustus 1944 woedde een luchtgevecht boven Zuidwest-Drenthe, waarbij meerdere vliegtuigen zijn neergestort. Bij Nijensleek stortte om 13:00 een Duits jachtvliegtuig neer (type Messerschmitt Bf 109G-6 met serienr. 441988) waarbij Unteroffizier Rudolf Schierghofer van het Luftwaffe-onderdeel 6./JG 5 (Zesde Staffel van het Jagdgeschwader 5 Eismeer) d.m.v. een parachute neer kwam in de omgeving Eesveen/ Steenwijk. De piloot had een gebroken been opgelopen na een harde landing.Nabij de Steenwijker Aa, zuidelijk van Nijensleek, kwam een Amerikaanse B-24 Liberator zware bommenwerper genaamd "Lady Lightning" neer. Het staartstuk kwam neer in Wapserveen. Vier bemanningsleden vonden de dood, vijf werden krijgsgevangen genomen en een wist te ontsnappen dankzij het verzet. 

## Geboren
- Sipko Drijber (1859-1942), luitenant-generaal van het KNIL, drager van de eresabel